# Aphanogryllacris punctifrons
Aphanogryllacris punctifrons is een rechtvleugelig insect uit de familie Gryllacrididae. De wetenschappelijke naam van deze soort is voor het eerst geldig gepubliceerd in 1877 door Stål.